# Руки Бога

Руки Бога

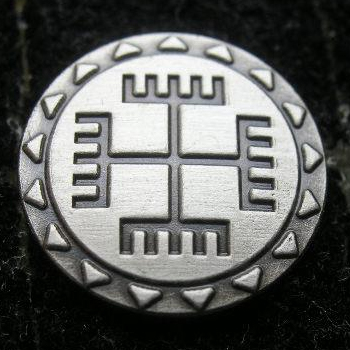
Руки Бога (сучасний варіант)

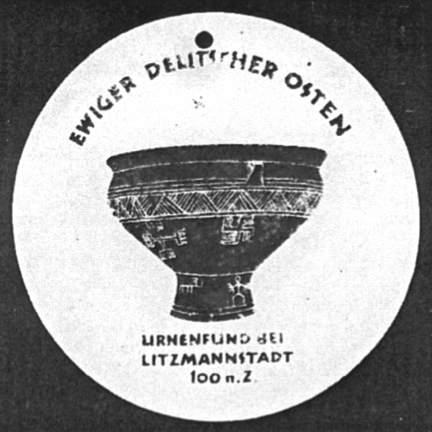
Попільниця з візерунком Рук Бога на німецькому медальйоні 1942-43

Руки Богюююю, також Руки Сварога та Слов'янський Хрест — різновид зображення хреста, який вживається частиною слов'янських рідновірів, включаючи членів Польської церкви рідновірів. Раніше даний символ застосовувався у первісних праслов'янських релігійних віруваннях. Є ідеограмою, що візуально дає поняття Найвищого Бога.

## Історія
Вперше символ, відомий як Слов'янський Хрест, був виявлений на попільниці III‒IV ст. н.е., знайденій у 1936 на археологічній стоянці в селі Біла (Лодзинське воєводство). Під час Другої світової війни знахідка використовувалася нацистами в пропагандистських цілях через наявність на ній свастик. Візерунки з попільниці були репродуковані у великих кількостях на плакатах, поштових листівках і в газетах, а восьмикінцева свастика стала гербом окупованої Лодзі. В ході відступу німців з Лодзі попільниця була втрачена, сьогодні збереглася лише її гіпсова копія.
У 1990-х Слов'янський Хрест став офіційним символом в організаціях, пов'язаних з Польською церквою рідновірів, — як один із релігійних символів слов'ян, — та отримав назву Руки Бога. Вперше його інтерпретацію запропонував Лех Емфазій Стефанський (пол. Lech Emfazy Stefański) у виданій у 1993 книзі Wyrocznia słowiańska та статуті Польської церкви рідновірів. Масивний центральний хрест, на кінцях якого знаходяться «пальці», або «гребені», на думку Стефанського, має символізувати Найвищого Бога, а також Всесвіт та рівновагу, до якої тяжіє природа. Розміщені всередині хреста свастики трактуються як атрибути Сварога та його сина Сварожича.